# 1974 dans les parcs de loisirs
| Années des parcs de loisirs : 1971 - 1972 - 1973 - 1974 - 1975 - 1976 - 1977    |
| Décennies des parcs de loisirs : 1940 - 1950 - 1960 - 1970 - 1980 - 1990 - 2000 |

## Parcs d'attractions

### Ouverture
- Adventureland ( États-Unis)
- Cigoland ( France)
- Discovery Island ( États-Unis) Ouvert au public le 8 avril.
- Parque de Atracciones de Zaragoza ( Espagne)
- Great Adventure ( États-Unis) Aujourd'hui connu sous le nom Six Flags Great Adventure.
- Six Flags Wild Safari ( États-Unis) Aujourd'hui connu sous le nom Safari Off Road Adventure.
- Steinwasen Park ( Allemagne)

### Fermeture
- Meyers Lake Park ( États-Unis)

## Attractions

### Montagnes russes
| Nom                                        | Type/Modèle      | Constructeur                  | Parc                              | Pays        |
| ------------------------------------------ | ---------------- | ----------------------------- | --------------------------------- | ----------- |
| Big Fury                                   | Assise           | Intamin                       | Great Adventure                   | États-Unis  |
| Cyclone                                    | Assise           | Pinfari                       | Blackpool Pleasure Beach          | Royaume-Uni |
| Flitzer                                    | Assise/Flitzer   | Zierer                        | Frontier City                     | États-Unis  |
| Mariehønen                                 | Junior/Tivoli    | Zierer                        | Jardins de Tivoli                 | Danemark    |
| Mini-Comet                                 | Junior           | B. A. Schiff & Associates     | Hersheypark                       | États-Unis  |
| Moncayo                                    | Métal            | Robles Bouso Atracciones      | Parque de Atracciones de Zaragoza | Espagne     |
| Runaway Mine Train                         | Train de la mine | Arrow Dynamics                | Great Adventure                   | États-Unis  |
| Scooby-Doo Devenu Ghoster Coaster en 2010. | Bois             | Philadelphia Toboggan Company | Kings Dominion                    | États-Unis  |
| Trailblazer                                | Train de la mine | Arrow Dynamics                | Hersheypark                       | États-Unis  |

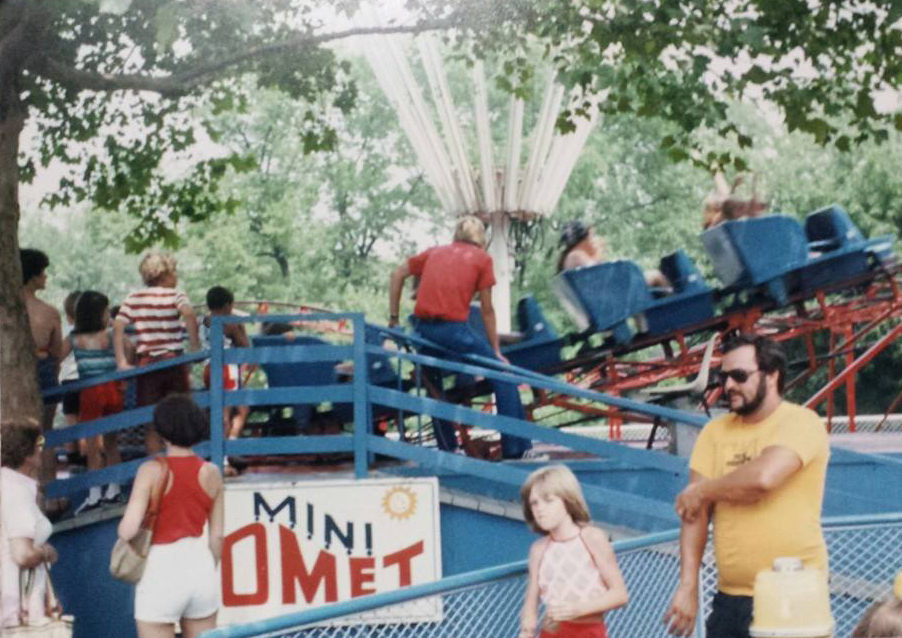
Mini-Comet à Hersheypark
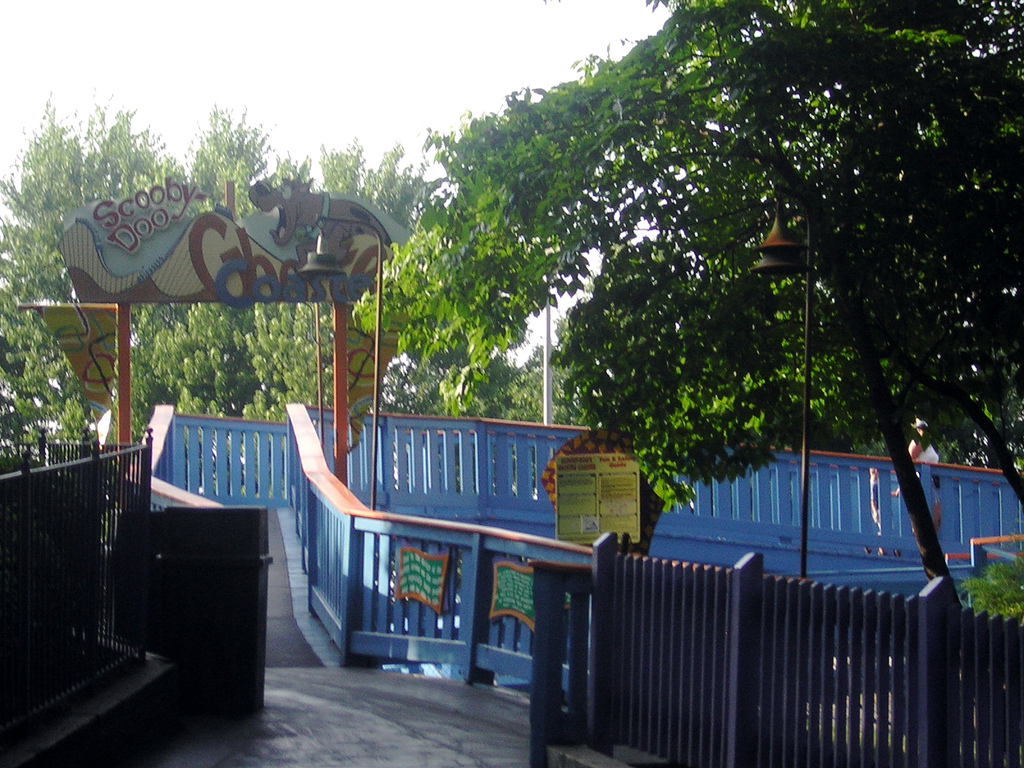
Scooby-Doo à Kings Dominion
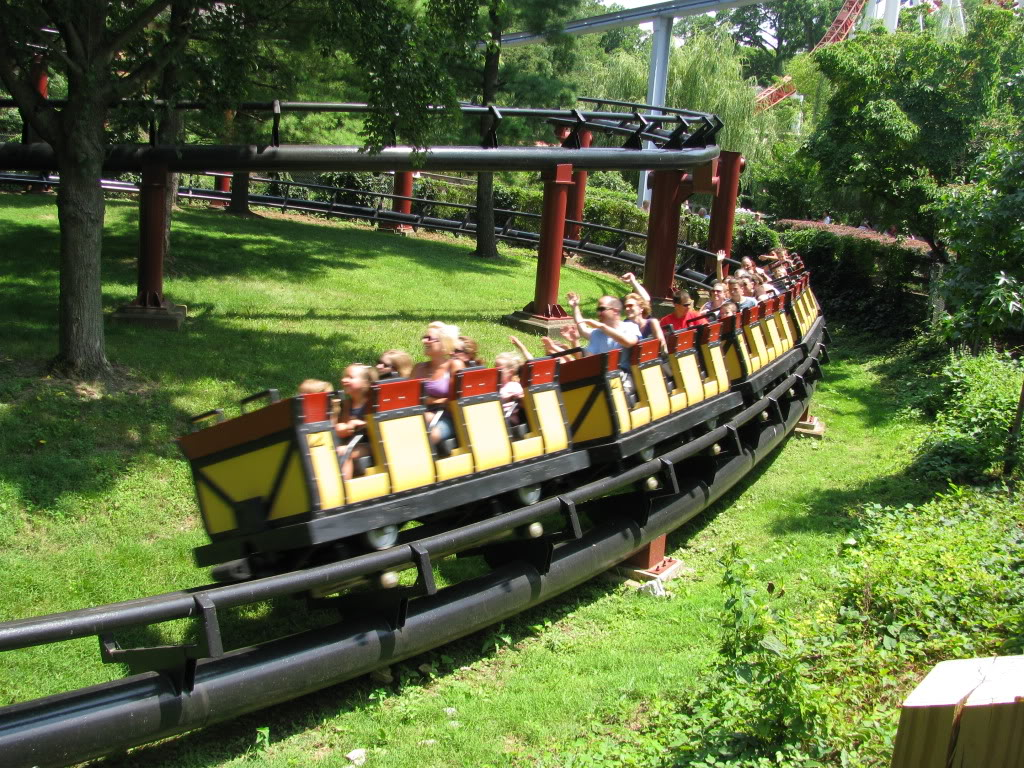
Trailblazer à Hersheypark

### Autres attractions
| Nom                                            | Type/Modèle                    | Constructeur      | Parc                              | Pays       |
| ---------------------------------------------- | ------------------------------ | ----------------- | --------------------------------- | ---------- |
| America Sings                                  | Spectacle d'audio-animatronics | WED Enterprises   | Disneyland                        | États-Unis |
| Anno Tobak Devenu Tabalugas abenteuer en 2011. | Barque scénique                | Mack Rides        | Holiday Park                      | Allemagne  |
| Dracula's Castle                               | Parcours scénique              |                   | Lagoon                            | États-Unis |
| Kanalfahrt                                     | Barque scénique                | Mack Rides        | Holiday Park                      | Allemagne  |
| Magic Carpet 'Round the World                  | Circle-Vision 360°             | WED Enterprises   | Magic Kingdom                     | États-Unis |
| Phantasialand Jet                              | Monorail                       | Anton Schwarzkopf | Phantasialand                     | Allemagne  |
| Skyride                                        | Télécabine                     | Von Roll          | Busch Gardens: The Dark Continent | États-Unis |
| StarJets                                       | Manège avion                   | WED Enterprises   | Magic Kingdom                     | États-Unis |
| Whacky Shack                                   | Parcours scénique              |                   | Joyland Amusement Park (en)       | États-Unis |
| Wildwash Creek & Stonewash Creek               | Bûches                         | Mack Rides        | Phantasialand                     | Allemagne  |

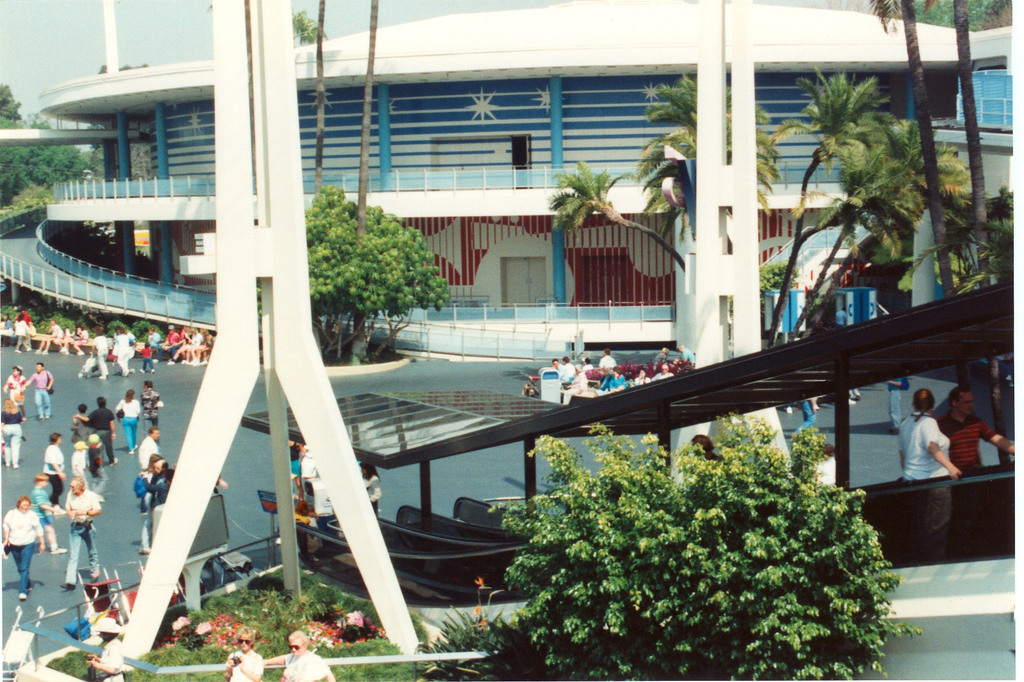
America Sings à Disneyland
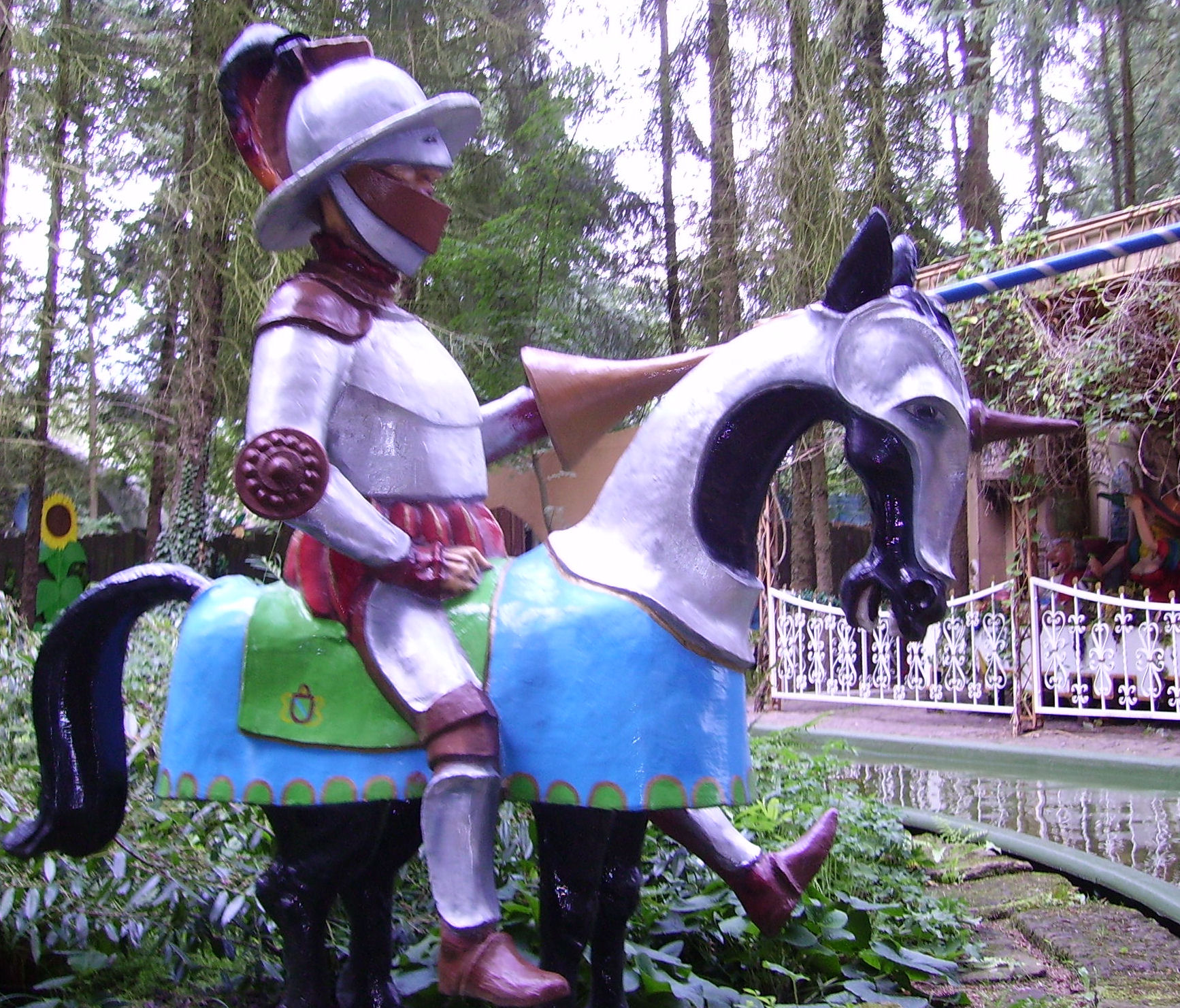
Décors de Anno Tobak à Holiday Park
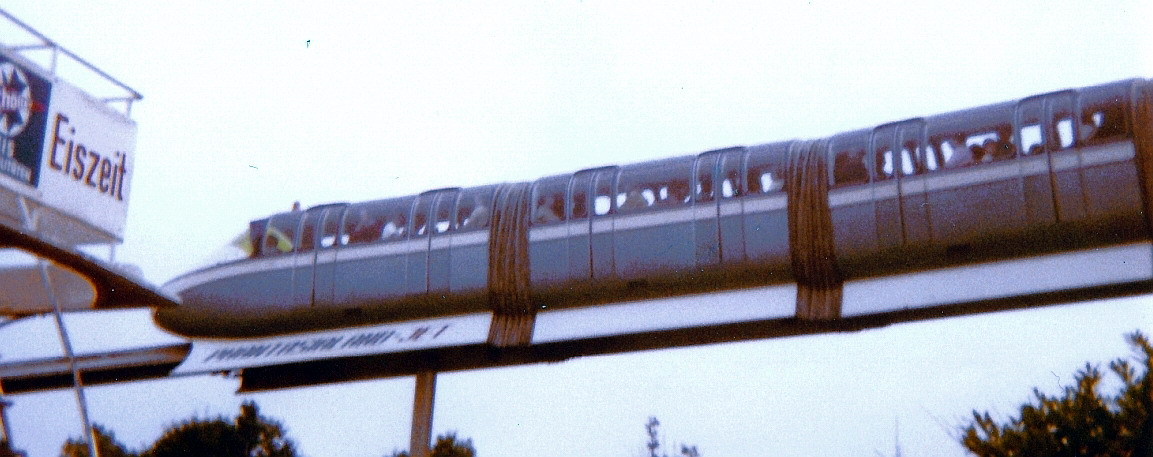
Phantasialand Jet à Phantasialand
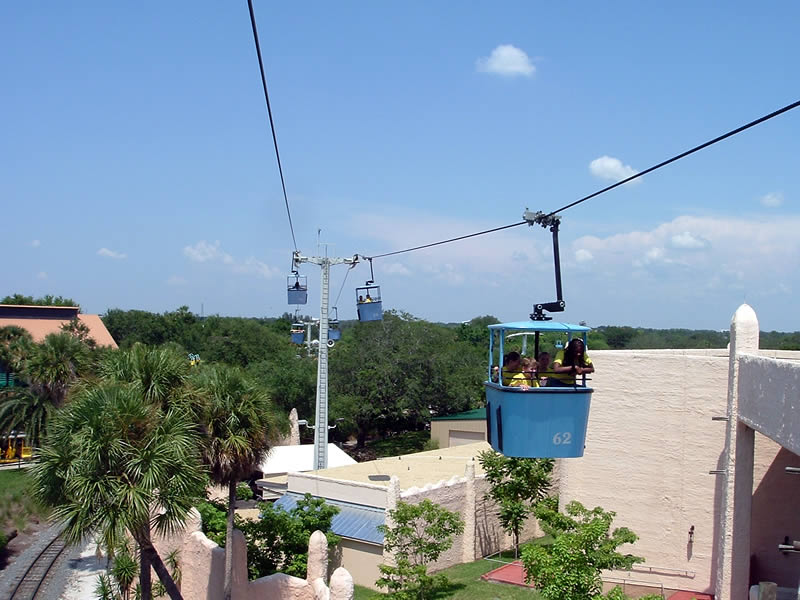
Skyride à Busch Gardens: The Dark Continent
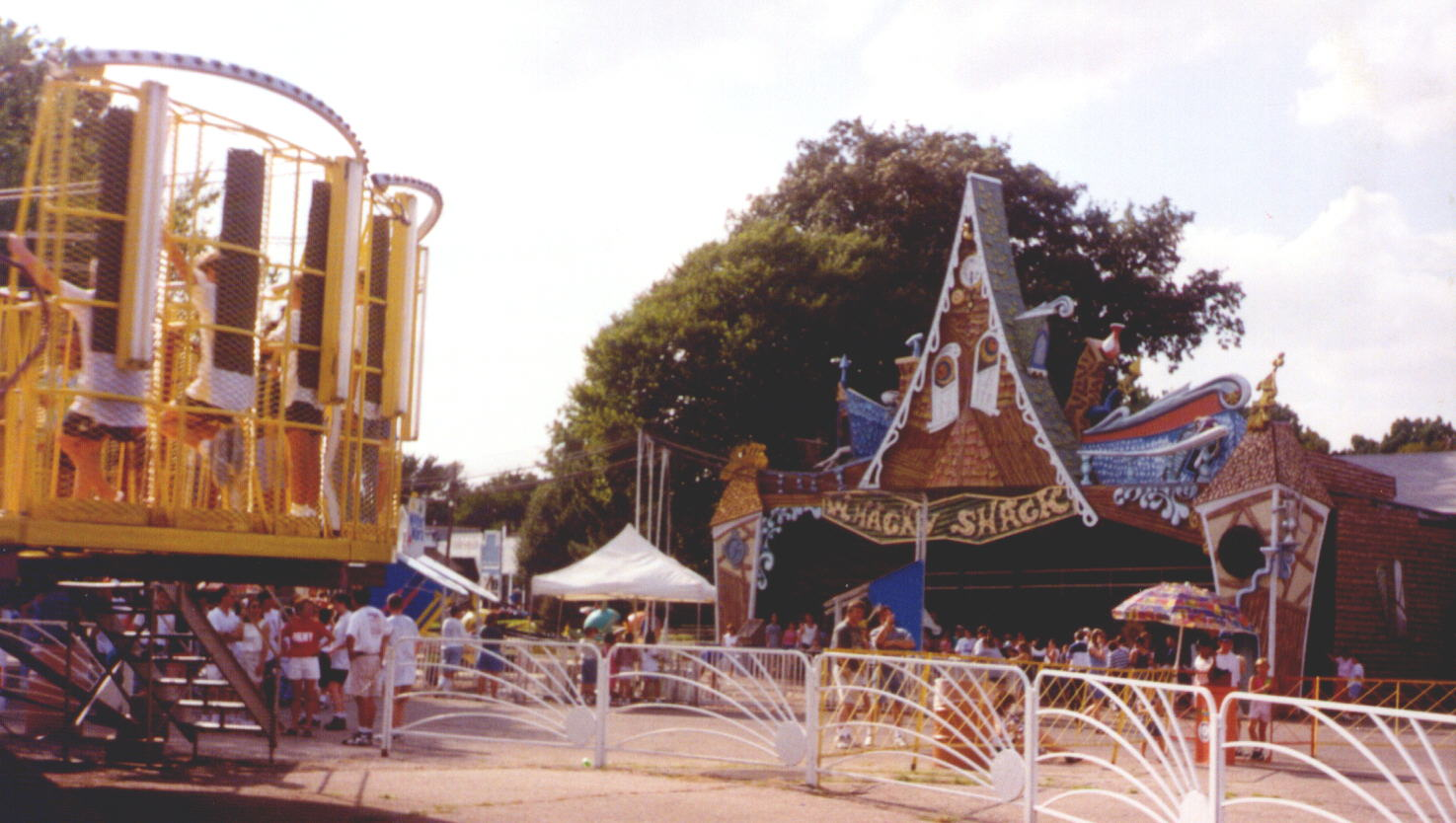
Whacky Shack à Joyland Amusement Park
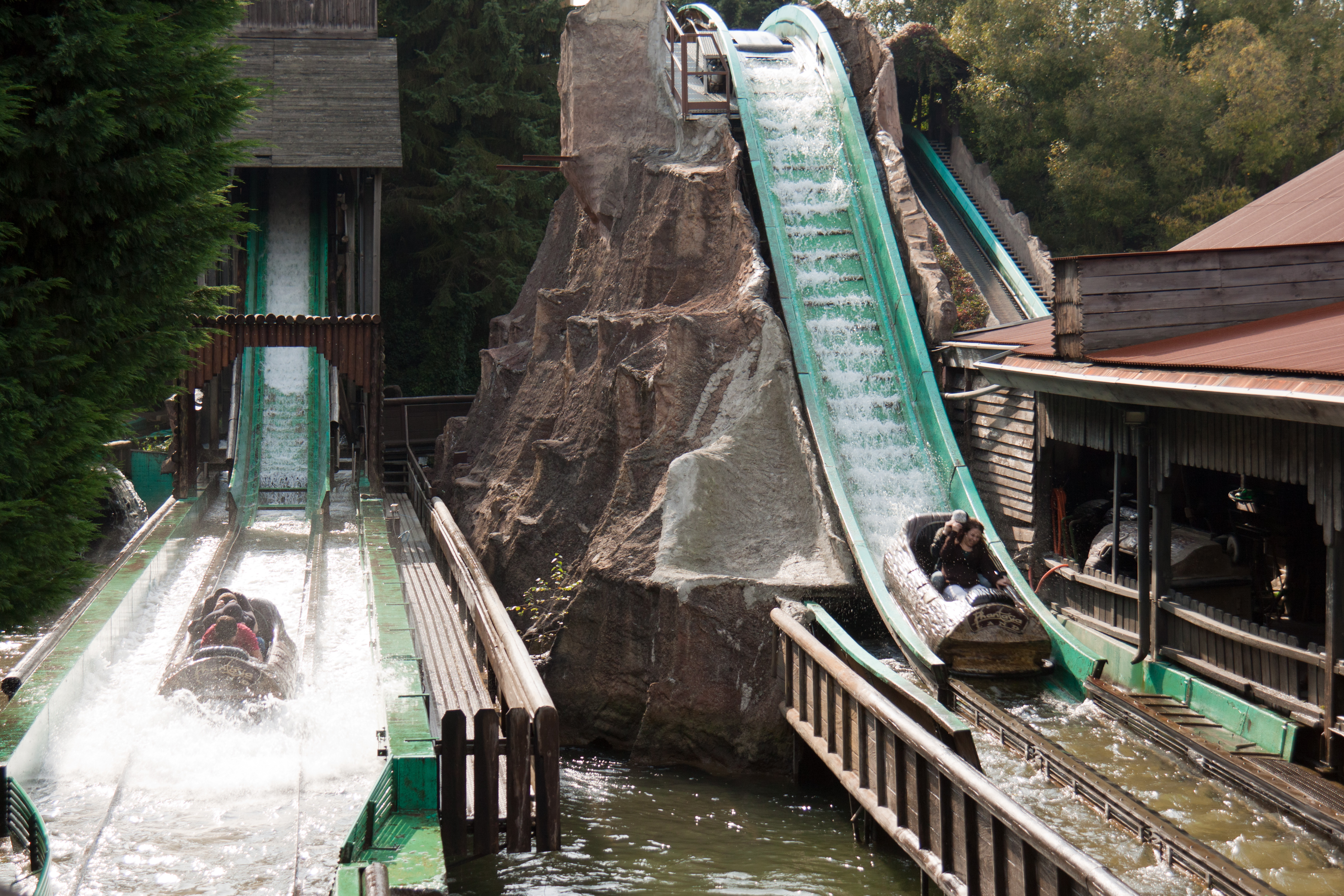
Wildwash Creek & Stonewash Creek à Phantasialand

#### Nouveau thème
| Nom                                                         | Type/Modèle | Constructeur           | Parc      | Pays       | Anciennement      |
| ----------------------------------------------------------- | ----------- | ---------------------- | --------- | ---------- | ----------------- |
| Hard Headed Harold's Horrendously Humorous Haunted Hideaway | Old Mill    | Unique Designs Company | Kennywood | États-Unis | Tour of the World |